# Laufkraftwerk The Shannon Scheme
Das Laufkraftwerk The Shannon Scheme liegt am Shannon im County Clare. Es ist das größte in Irland. Das Laufwasserkraftwerk befindet sich zwischen Ardnacrusha und Parteen etwa 10 Kilometer nördlich von Limerick.

## Bau

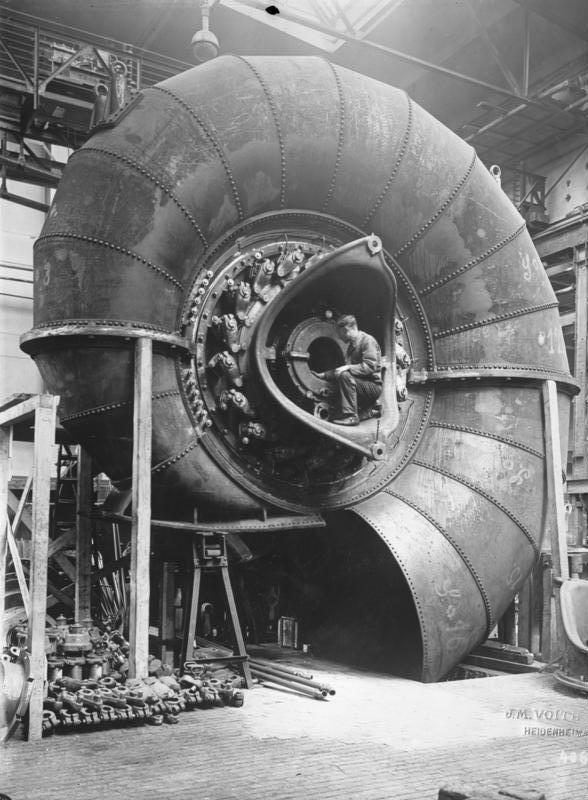
Bei Voith gefertigte Einlaufspirale einer Turbine. Durchmesser 5,4 m.

Das Kraftwerk wurde am 22. Juli 1929 nach vierjähriger Bauzeit eröffnet. Maßgeblich am Bau waren die Siemens-Schuckertwerke beteiligt, auch der Chefkonstrukteur Thomas McLaughlin (späterer Leiter der staatlichen Irischen Elektrizitätsgesellschaft ESB) war Mitarbeiter von SSW. Das Kraftwerk lieferte damals 90 % des gesamten irischen Stromes, heute beträgt dieser Anteil noch immer ca. 2 %. Vier Turbinen (3 Kaplan, ab 1933 noch eine Francis mit je 38.000 PS) sind über stehende Wellen mit den darüberliegenden Generatoren starr verbunden. Das Oberwasser gelangt über vier Fallrohre mit je 6 m Durchmesser auf die Turbinen. Die Gesamtleistung beträgt bis heute ca. 120 MVA. Sie ist in Abhängigkeit von der aufkommenden Wassermenge über die im Oberlauf des Shannon liegenden Stauseen und Wehre regelbar.
Das Kraftwerk Ardnacrusha verfügt über eine installierte Leistung von 86 MW. Die durchschnittliche Jahreserzeugung liegt bei 332 Mio. kWh. Es sind 3 Francis-Turbinen mit jeweils 21 MW sowie eine Kaplan-Turbine mit 22,5 MW installiert.
Gespeist wird das Kraftwerk über einen Kanal vom Shannon. Die Höhendifferenz beträgt 28,5 m und wird für die Schifffahrt mit einer Zweikammerschleuse überbrückt. Für Wanderfische wie Lachse gibt es seitlich des Staudammes eine Fischtreppe, Jungaale werden in Tanks am Fuße des Bauwerks gesammelt und mit LKWs nach oben transportiert.
The Shannon Scheme wurde 2002 von der American Society of Civil Engineers in die List of International Historic Civil Engineering Landmarks aufgenommen.
Das Kraftwerk war Teil eines Netzausbauplanes für Irland, welches bis dato lediglich in größeren Städten elektrifiziert war. An Ardnacrusha angebunden waren zwei 110-kV-Leitungen nach Cork und Dublin sowie ein Netz an 37,5-kV-Leitungen, über welche die ländlichen Regionen mit Strom versorgt werden. Da der Stahl für die Masten in Deutschland billiger herzustellen war, wurden die Masten in Deutschland gefertigt und nach Irland gebracht. Das Mastbild erinnert an Tannenbaummasten deutscher Bauart, allerdings verjüngen sich die Traversen von oben nach unten.